# Cité de l'espérance
Pour plus de détails, voir Fiche technique et Distribution.
Cité de l'espérance est un film français réalisé par Jean Stelli et sorti en 1948.

## Fiche technique
- Titre : Cité de l'espérance
- Réalisation : Jean Stelli
- Scénario et dialogues : Carlo Rim
- Photographie : Marcel Grignon
- Son : Lucien Lacharmoise
- Musique : Louiguy et Jacques Plante
- Décors : Jacques Colombier
- Montage : Mireille Baron
- Production : Sirius Films
- Tournage : du 7 janvier au 18 février 1948
- Pays de production :  France
- Format : Noir et blanc - 1,37:1 - 35 mm - Son mono
- Genre : Comédie dramatique
- Durée : 92 minutes
- Date de sortie : France - 27 octobre 1948
- Visa d'exploitation : 6932

## Distribution
- René Dary : Pierre Maufranc
- Anouck Ferjac  : Louise
- Jean Tissier : Stanislas
- André Bervil : Reggio
- Léon Bary : Williams
- René Blancard : Le commissaire
- Paul Demange : Frankie
- Albert Dinan : M. Victor
- Roger Bontemps : 	Un inspecteur
- Louis Florencie : Bonpard
- René Hell : Gravier
- Jacques Henley : Smith
- Renée Lebas : La goualeuse
- Albert Michel : Le père La Fraise
- Nina Myral : Mme Euripide
- Émile Mylo
- Gaston Orbal : O'Meara
- Jean Parédès : Albaric
- Georges Paulais : Le juge d'instruction
- Marcel Raine : Matteo
- Eugène Yvernès : Le photographe
- Robert Noël : Freddy
- Perrette Souplex
- Marguerite Letombe
- Irène Rossi
- Margaret Vaughan